# 関西対早稲田実業延長15回引き分け再試合
関西対早稲田実業延長15回引き分け再試合（かんぜいたいわせだじつぎょう えんちょう15かいひきわけさいしあい）とは、2006年（平成18年）3月29日及び3月30日に阪神甲子園球場で行われた、第78回選抜高等学校野球大会2回戦の関西高校と早稲田実業学校の試合である。

## 一試合目

### 試合経過
先攻早稲田実業（先発：斎藤）、後攻関西（先発：中村）で14時15分試合開始。
1. 1回表、1アウト後小柳がヒットで出た後悪送球で2塁まで進むが無得点。
  - 裏、三者凡退。
2. 2回表、2アウトから船橋がヒットで出塁するも無得点。
  - 裏、三者凡退。
3. 3回表、先頭が振り逃げで出塁し送るが無得点。
  - 裏、東の内野安打と悪送球で3塁まで進み、犠牲フライで関西が先制。（関 1-0 早）
4. 4回表、エラーで出塁するが無得点。
  - 裏、フォアボールと安井のヒットの後、3塁ランナーが牽制球で刺されるも中村のヒットとデッドボールで満塁とするが無得点。
5. 5回表、小柳の2ランホームランで早稲田実業が逆転。（関 1-2 早）
  - 裏、山本と徳岡のヒットとデッドボールで満塁とし犠牲フライで関西が同点に追い付く。（関 2-2 早）
6. 6回表、先頭がフォアボールで出て送り、フォアボール後川西のタイムリーで早稲田実業が勝ち越し（関 2-3 早）。
  - 裏、小原がヒットで出塁するも無得点
7. 7回表、先頭の後藤のヒットとフォアボールで出て送り、船橋の2点タイムリーで5点目、さらに犠牲フライで早稲田実業が3点追加。（関 2-6 早）
  - 裏、上田の2ランホームランで関西が2点返す。（関 4-6 早）
8. 8回表、初の三者凡退
  - 裏、先頭のダースのヒットとパスボールで2塁まで進むが無得点
9. 9回表、先頭の小沢のヒットで出塁後送りバント失敗のダブルプレーで2アウトとなるが、船橋のスリーベースヒットと悪送球で1点追加。（関 4-7 早）
  - 裏、エラーと連続デッドボールで満塁、4番安井の走者一掃スリーベースヒットで関西が同点に追いつく。（関 7-7 早）
  - 尚もノーアウト3塁一打サヨナラで満塁策に。ピッチャーゴロのダブルプレーと三振で凌ぎ今大会初の延長戦へ。
10. 10回表、1アウト後に川西がフォアボールで出て送るが無得点。
  - 裏、三者凡退。
11. 11回表、三者凡退。裏も三者凡退。
12. 12回表、神田で出塁するも無得点
  - 裏、三者凡退。
13. 13回表、先頭の小柳がヒットで出て送るが無得点。
  - 裏、先頭の山本がヒットで出るが連続の送りバント失敗。
14. 14回表、三者凡退。
  - 裏、1アウト後に下田のツーベースヒットで出るがライナー性のレフトフライで無得点。
15. 15回表、先頭の川西がフォアボールで出て送るが無得点。
  - 裏、三者凡退。3年ぶりの引き分け再試合となった。17時40分試合終了。

|          | 1 | 2 | 3 | 4 | 5 | 6 | 7 | 8 | 9 | 10 | 11 | 12 | 13 | 14 | 15 | R |
| -------- | - | - | - | - | - | - | - | - | - | -- | -- | -- | -- | -- | -- | - |
| 早稲田実 | 0 | 0 | 0 | 0 | 2 | 1 | 3 | 0 | 1 | 0  | 0  | 0  | 0  | 0  | 0  | 7 |
| 関西     | 0 | 0 | 1 | 0 | 1 | 0 | 2 | 0 | 3 | 0  | 0  | 0  | 0  | 0  | 0  | 7 |

1. [審判]（球）宮本 （塁）新阜・大槻・木村

### 出場選手
| 早稲田実 | 早稲田実 | 早稲田実          |
| 打順     | 守備     | 選手              |
| -------- | -------- | ----------------- |
| 1        | [中]     | 川西啓介（2年）   |
| 2        | [三]     | 小柳竜巳（3年）   |
| 3        | [一]     | 檜垣皓次朗（3年） |
| 4        | [遊]     | 後藤貴司（3年）   |
| 5        | [右]     | 小澤秀志（3年）   |
| 6        | [投]     | 斎藤佑樹（3年）   |
| 7        | [左]     | 船橋悠（3年）     |
| 8        | [捕]     | 白川英聖（3年）   |
| 9        | [二]     | 内藤浩嵩（2年）   |
|          | 打二     | 神田雄二（3年）   |

| 関西 | 関西 | 関西                        |
| 打順 | 守備 | 選手                        |
| ---- | ---- | --------------------------- |
| 1    | [右] | 熊代剛（3年）               |
| 2    | [左] | 徳岡章（3年）               |
| 3    | [中] | 上田剛史（3年）             |
| 4    | [遊] | 安井一平（3年）             |
| 5    | [一] | 下田将太（3年）             |
| 6    | [投] | 中村将貴（2年）             |
|      | 投   | ダース・ローマシュ匡（3年） |
| 7    | [三] | 東慎介（3年）               |
| 8    | [捕] | 小原徹也（3年）             |
|      | 打   | 森田一成（2年）             |
| 9    | [二] | 山本直哉（3年）             |

## 二試合目（再試合）
2-1と早稲田実業がリードして迎えた8回裏、下田の2ランホームランで関西が逆転。しかし9回表、1アウト1塁からの打球をライト熊代が後逸し早稲田実業が再逆転。9回裏、2アウト満塁となるが、4番安井がキャッチャーファウルフライに倒れ、早稲田実業が激闘を制した。

### 試合経過
先攻早稲田実業（先発：塚田）、後攻関西（先発：中村）で16時50分試合開始。
1. 1回表、川西ヒットで出塁するも無得点。
  - 裏、上田四球で出塁するも無得点。
2. 2回表、三者凡退。
  - 裏、1アウト2塁のチャンスもレフト船橋の好プレーなどあって得点ならず。
3. 3回表、2アウトから川西、小柳の連打で早実が先制。（早 1-0 関）
  - 裏、この回からリリーフした斎藤の前に三者凡退。
4. 4回表、三者凡退。
  - 裏、先頭上田が出塁するも併殺などあり無得点。
5. 5回表、2アウトから斎藤にソロHRが飛び出し早実が追加点。（早 2-0 関）
  - 裏、エラーで東が出塁するが後が続かず。
6. 6回表、2番からの好打順も三者凡退。
  - 裏、2アウト1・3塁の好機を生かせず、無得点。
7. 7回表、三者凡退。
  - 裏、2アウトから山本、熊代の連打で関西が1点返す。（早 2-1 関）
8. 8回表、2アウト2塁からの小柳のセンター深くへの当りを上田が好捕し無得点。
  - 裏、エラーで出塁のランナーを置いて下田に逆転の2ランHR。（早 2-3 関）
9. 9回表、1アウトから後藤がレフト前ヒットで出塁すると続く船橋はライト前へ。この打球を熊代剛が後逸し、打った船橋までも生還。早実が再逆転。熊代はミスをしたショックで涙し、しばらくベンチに戻れず。（早 4-3 関）
  - 裏、エラー、四球、内野安打で2アウト満塁のチャンスを作るが、4番打者安井のキャッチャーへのファウルフライで3アウト。18時55分試合終了。（早 4-3 関）終了のサイレンと同時に降り出した季節はずれの雪が2日間の激闘の幕を引いた。

|          | 1 | 2 | 3 | 4 | 5 | 6 | 7 | 8 | 9 | R |
| -------- | - | - | - | - | - | - | - | - | - | - |
| 早稲田実 | 0 | 0 | 1 | 0 | 1 | 0 | 0 | 0 | 2 | 4 |
| 関西     | 0 | 0 | 0 | 0 | 0 | 0 | 1 | 2 | 0 | 3 |

1. [審判]（球）宮本 （塁）新阜・大槻・木村

### 出場選手
| 早稲田実 | 早稲田実 | 早稲田実          |
| 打順     | 守備     | 選手              |
| -------- | -------- | ----------------- |
| 1        | [中]     | 川西啓介（2年）   |
| 2        | [三]     | 小柳竜巳（3年）   |
| 3        | [一]     | 檜垣皓次朗（3年） |
|          | 一       | 古山将（2年）     |
| 4        | [遊]     | 後藤貴司（3年）   |
| 5        | [左]     | 船橋悠（3年）     |
| 6        | [二]     | 神田雄二（3年）   |
| 7        | [右]     | 小澤秀志（2年）   |
| 8        | [捕]     | 白川英聖（3年）   |
| 9        | [投]     | 塚田晃平（2年）   |
|          | 打       | 小澤賢志（2年）   |
|          | 投       | 斎藤佑樹（3年）   |

| 関西 | 関西 | 関西            |
| 打順 | 守備 | 選手            |
| ---- | ---- | --------------- |
| 1    | [右] | 熊代剛（3年）   |
| 2    | [左] | 徳岡章（3年）   |
| 3    | [中] | 上田剛史（3年） |
| 4    | [遊] | 安井一平（3年） |
| 5    | [一] | 下田将太（3年） |
| 6    | [投] | 中村将貴（2年） |
| 7    | [三] | 東慎介（3年）   |
| 8    | [捕] | 小原徹也（3年） |
| 9    | [二] | 山本直哉（3年） |

## その後
勝った早稲田実業は準々決勝で横浜高校に3-13で敗れた。だが夏の甲子園では決勝で春夏連続の延長15回引き分け再試合を制し、夏の甲子園初優勝を達成。
負けた関西はこの時3季連続で、この後県勢初の春夏合わせて5季連続の甲子園出場を果たすが、2007年の夏の甲子園予選で敗れ甲子園の連続出場はストップした。

## 参考資料
- 廣済堂出版 『ホームラン』2016年9月号臨時増刊、歴代春夏甲子園メンバー表大全集　p37、p93